# Брэдли, Алан
А́лан Брэ́дли (англ. Alan Bradley; род. 10 октября 1938, Торонто, Онтарио, Канада) — канадский писатель, журналист и сценарист.

## Биография

### Ранняя жизнь
Брэдли родился в 1938 году в Торонто, Онтарио, Канада. Он воспитывался с двумя старшими сестрами в маленьком городке Кобург, Онтарио, примерно в 100 километрах к востоку от Торонто. Его мать воспитывала детей одна, так как отец Брэдли ушел из семьи, когда мальчик был ещё совсем ребенком. Брэдли научился читать в раннем возрасте, отчасти от того, что был болезненным ребенком и проводил много времени в постели. Однако Брэдли признаёт, что был «очень плохим учеником»; в частности, в старшей школе он проводил всё своё свободное время, читая на местном кладбище, потому что ему казалось, что он не вписывался в окружающую его среду.
После окончания своего обучения Брэдли работал в Кобурге радио- и телеинженером, разрабатывая и собирая различные электронные системы. Затем он работал немного в Политехническом институте Райерсон в Торонто (сейчас Университет Райерсон). В 1969 году он переезжает в Саскатун, чтобы учиться в Университете Саскачевана. Там же он помогает организовать телестудию, где заведует телевизионной техникой в течение 25 лет. В 1994 году он досрочно выходит на пенсию, чтобы стать полноценным писателем.

### Творчество
Брэдли интересовался писательством всю свою жизнь. Однако он начал заниматься этим более серьезно после переезда в Саскатун, когда ему было немного за тридцать. Алан был первым президентом Общества писателей Саскатуна и членом-учредителем Гильдии писателей Саскачевана. Его детские рассказы были изданы в канадском «Детском Ежегоднике», а его рассказ «Meet Miss Mullen» был первым, который получил Премию Гильдии писателей Саскачевана в области детской литературы. В течение многих лет Алан регулярно вел курсы сценарного мастерства и телепроизводства в университете Саскачевана. Его беллетристика издавалась в литературных журналах, он читал лекции в школах и галереях района Harbourfront, который находится на северном берегу озера Онтарио в центре города Торонто. Его рассказы передавались по радио «CBC», а его персонажи и юмористические произведения появлялись в газетах The Globe and Mail и The National Post.
После ухода из Университета Саскачевана в 1994 году Алан переехал в Келоуну, Британская Колумбия, где работала его жена. Именно здесь он сконцентрировался на писательстве.  В течение девяти лет он писал сценарии. В 2003 во время Оканаганского пожара большинство соседних домов сгорели, но дом семьи Брэдли огонь обошёл. Этот случай вдохновил писателя создать что-то иное, необычное.
Он становится членом-учредителем общества, которое занималось исследованием писем Шерлока Холмса. Там он встретил ныне покойного доктора Уильямма А. С. Саржента, которому помог в работе над нон-фикшн книгой под название «Ms Holmes Of Baker Street» («Мисс Холмс с Бейкер-Стрит»), в которой рассматривается теория, что Великий Детектив был женщиной. Следующей работой Брэдли становится книга «Библия Обувной коробки» («The Shoebox Bible»), изданная в 2006 году. В этом биографическом повествовании Брэдли рассказывает историю своей молодости в Южном Онтарио и создаёт яркий портрет своей матери, сильной и вдохновенной женщины, которая изо всех сил пыталась воспитать трёх детей самостоятельно не в самые лучшие времена.
Вскоре после этого жена Брэдли, Ширли, слушала Радио CBC, где канадская писательница-фантастка Луиз Пенни рассказывала о конкурсе Debut Dagger Fiction, проводимом Британской ассоциацией писателей-криминалистов и спонсируемом группой издательств Orion Publishing Group в Британии. Для участия требовалось предоставить первую главу произведения и его конспект. Ширли подбила Алана на написание чего-нибудь о маленькой девочке. В начале 2007 года Брэдли отправил на конкурс 50 страниц о девочке, которая получила имя Флавия де Люс. Эти страницы были написаны всего за пару дней, но доводились до идеала несколько недель. Именно они стали началом «Сладости на корочке пирога». Действия происходят в Англии, хотя писатель ни разу не посещал её.
В июне 2007 года двое судей конкурса связались с агентом Алана и объявили ему о победе. Началась война за права на книгу. 27 июня 2007 года Брэдли продаёт Orion права на три книги в Британии, через несколько дней права в Канаде приобретает Doubleday, а права в США — Bantam Books. В возрасте 69 лет, 5 июля 2007 года, Алан впервые покидает Северную Америку и отправляется в Лондон, чтобы забрать Премию Dagger Award. Эта премия привлекла внимание международного сообщества к дебюту беллетристики Брэдли. После церемонии награждения писатель возвращается в Канаду. Далее начинается работа по превращению пятидесяти конкурсных страниц в полноценное произведение. «Сладость на корочке пирога» была опубликована в Великобритании в январе 2009 года. Именно здесь берет начало серия о Флавии де Люс, девочке, которая расследует преступления, происходящие в её родовом поместье Букшоу и небольшой английской деревеньке Бишоп-Лейси в 50-х годах 20-го века. Права на перевод были проданы в 29 стран, книга была издана в 33 странах мира. В 2009 году книга вошла в десятку лучших произведений в жанре мистики и триллера.
Вторая книга («Сорняк, обвивший сумку палача») выходит в марте 2010, третья («Копчёная селедка без горчицы») в феврале 2011, четвертая («О, я от призраков больна») в декабре 2011, пятая («Я вещаю из гробницы») в январе 2013, шестая («Здесь мертвецы под сводом спят») в начале 2014 года и седьмая («Сэндвич с пеплом и фазаном») в 2015 году. Серия была расширена до десяти книг, хотя изначально предполагала только шесть. Восьмая книга («Трижды пёстрый кот мяукнул») была представлена миру в 2016 году и встречена положительными отзывами.

### Личная жизнь
В 2009 Брэдли и его жена Ширли продали дом в Келоуне, Британская Колумбия, чтобы начать путешествовать и посетить все те места, где публикуются книги Алана.
В настоящее время Алан Брэдли живёт на Мальте со своей женой Ширли и двумя кошками

### Серия о Флавии де Люс

#### Романы
- Сладость на корочке пирога (англ. The Sweetness at the Bottom of the Pie) (2009)
- Сорняк, обвивший сумку палача (англ. The Weed That Strings the Hangman’s Bag) (2010)
- Копчёная селёдка без горчицы (англ. A Red Herring Without Mustard) (2011)
- О, я от призраков больна (англ. I Am Half-Sick of Shadows) (2011)
- Я вещаю из гробницы (англ. Speaking from Among the Bones) (2013)
- Здесь мертвецы под сводом спят (англ. The Dead in Their Vaulted Arches) (2014)
- Сэндвич с пеплом и фазаном (англ. As Chimney Sweepers Come to Dust) (2014)
- Трижды пестрый кот мяукнул (Thrice the Brinded Cat Hath Mew’d: a Flavia de Luce Novel) (2016)
- В могиле не опасен суд молвы (англ. The Grave’s a Fine and Private Place: a Flavia de Luce Novel) (2018)
- Красавиц мертвых локоны златые (англ. The Golden Tresses of the Dead) (2019)

#### Рассказы
- Мистический манускрипт о медном мертвеце (англ. The Curious Case of the Copper Corpse) (2014)

### Другое
- Ms. Holmes of Baker Street (подписано как  C. Alan Bradley, в соавторстве с William A.S. Sarjeant) (2004)
- The Shoebox Bible (2006)

## Интересное
- Героиня романов А. Брэдли Флавия была номинирована на премию имени Артура Эллиса. Сам автор так пишет об этом: «Как член Ассоциации писателей-криминалистов Канады я с волнением объявляю, что четвертая книга о Флавии де Люс „О, я от призраков больна“ была включена в окончательный список кандидатур для награждения престижной Премией имени Артура Эллиса (The Arthur Ellis Award). Победителя объявят в Торонто 31 мая 2012 года»[6].
- Компания «Neal Street Productions»[7], созданная Сэмом Мендесом, получила право на экранизацию новых бестселлеров Алана Брэдли в сериале «Флавия де-Люс». Сделка была заключена от имени Агентства «Bukowski Hotchkiss and Associates»[8]